# Nyárfa-sarlósszövő
A nyárfa-sarlósszövő (Drepana falcataria) a sarlósszárnyúfélék családjába tartozó, Eurázsiában honos lepkefaj. 

## Megjelenése
A nyárfa-sarlósszövő szárnyfesztávolsága a hím esetében 3-3,8 cm, a nőstényé 3,2-4,2 cm. Homloka barna, tora és potroha sárgásbarna. Az elülső szárny sárgásbarna színű, csúcsa lilás árnyalatú. A sarlószerűen hajlott szárnycsúcstól egy erős, vöröses vonal húzódik keresztül a szárnyon; e fölött három barna, hullámos harántsáv található, alatta pedig egy szegélyközeli szaggatott vonal. A szárny közepén egy feltűnően nagy és két kis, sötét folt látszik (a nagy folt érinti a harmadik harántsávot). A hátulsó szárny világosabb színű, általában öt, néha kevesebb hullámos keresztsávval. A szárnyak fonákja sárga, rajzolatai barnák. A szárnyak rojtja sárgásbarna. A nőstények elülső szárnya sárga vagy világossárga, a hátulsó szárny és a fonák fehéres; a rajzolatok jóval világosabbak, mint a hímeké. 
Petéje tojásdad, sárga színű.
A hernyó színe zöld, néha sárga; a torszelvényeken és a második potrohszelvényen kettős, hegyes, húsos nyúlvány, valamint néhány hosszabb szőr sorakozik. A báb sárgásbarna, szárnytokja sötétbarna. 

### Hasonló fajok
Az égerfa-sarlósszövő elülső szárnyainak közepén hiányzik a nagy folt. Hasonlíthat hozzá a csipkés sarlósszövő, a hársfa-sarlósszövő, a tölgyfa-sarlósszövő, a bükkfa-sarlósszövő is.

## Elterjedése
Eurázsiában honos az Ibériai-félszigettől Kelet-Ázsiáig. Magyarországon országszerte megtalálható, viszonylag gyakori; az Alföldön ritka. 

## Életmódja
Erdőkben, parkokban, ártéri ligeterdőkben él, ahol hernyója tápnövényét megtalálja. Éjjel aktív.  
Évente két nemzedéke nő fel, imágóit április közepétől május végéig, illetve július közepétől szeptember elejéig látni. Hernyója a nyár-, nyír-, égerfák, ritkábban tölgy és fűz leveleit rágja. Összehúzott levelek között bábozódik és a talajra hullott levelek között, bábként telel át.  
Magyarországon nem védett.

Hím
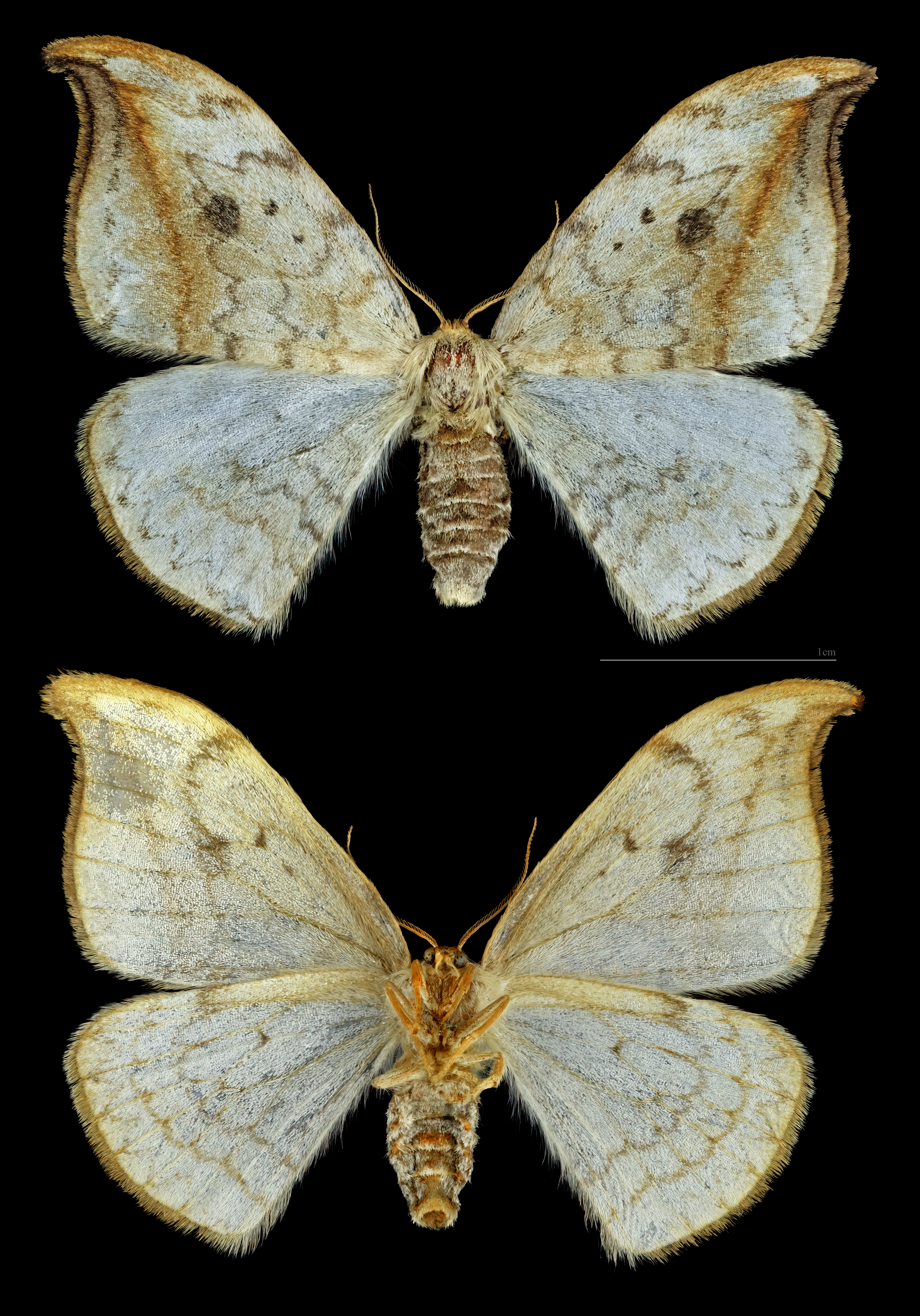
Nőstény
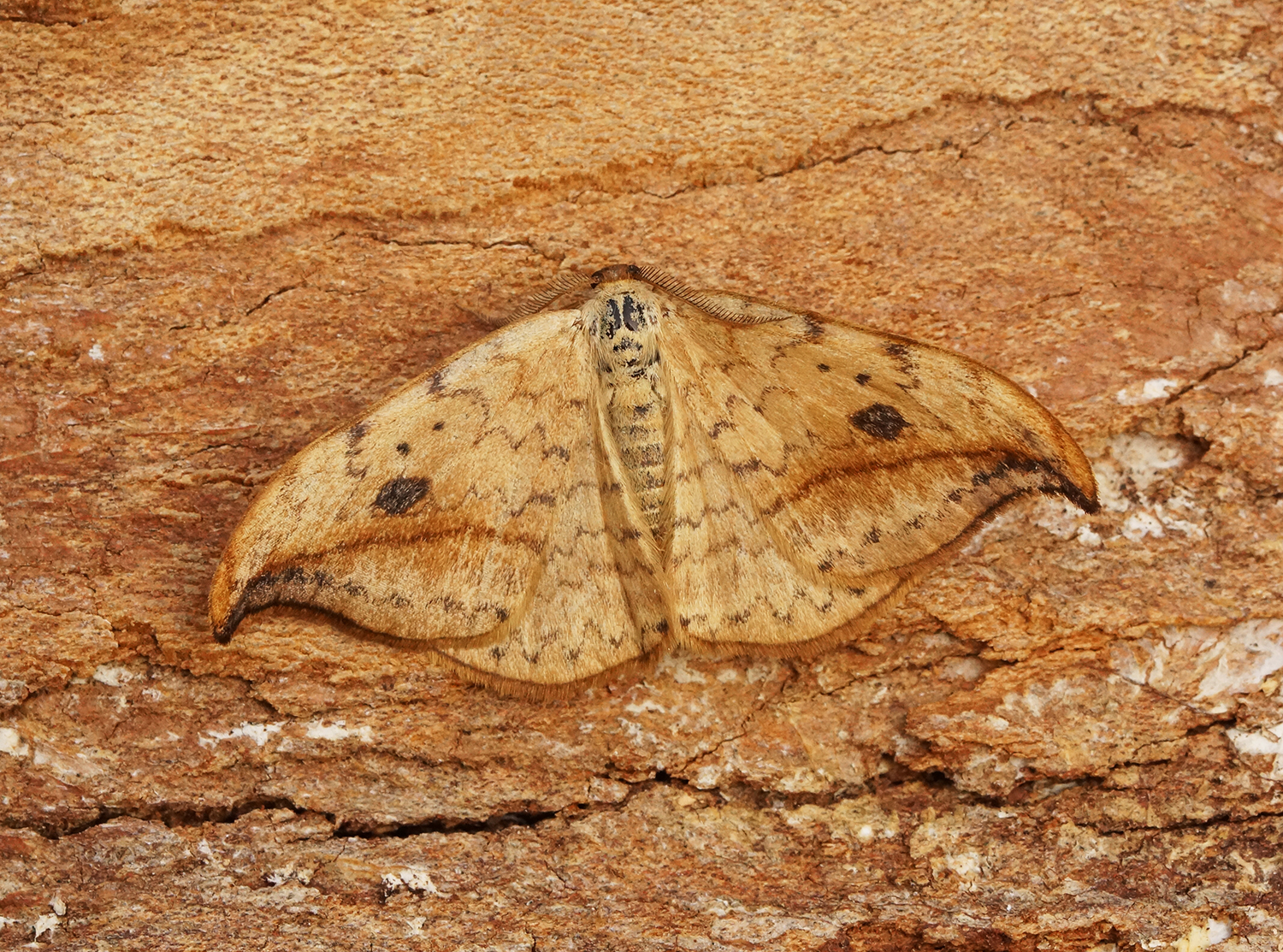
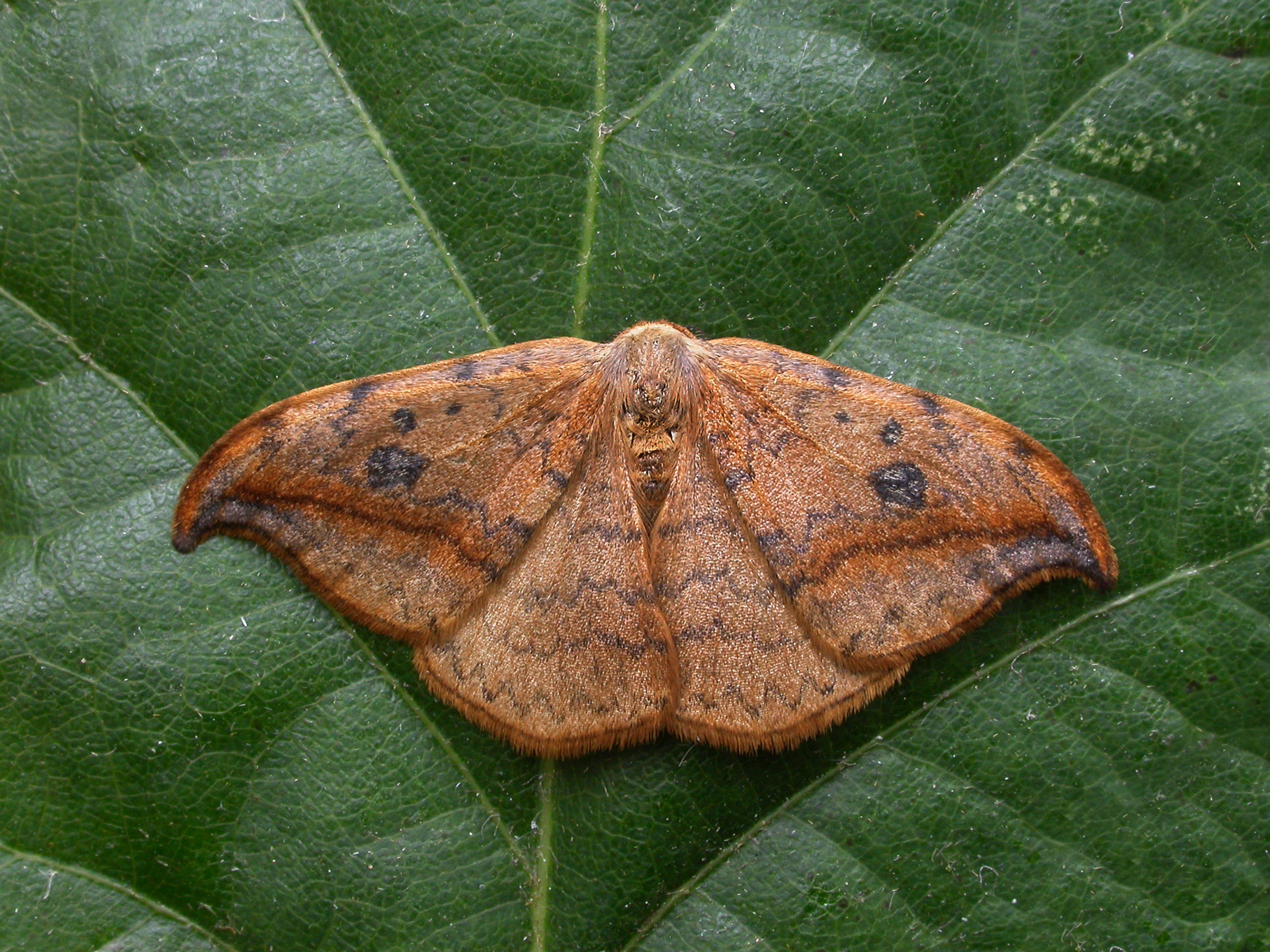
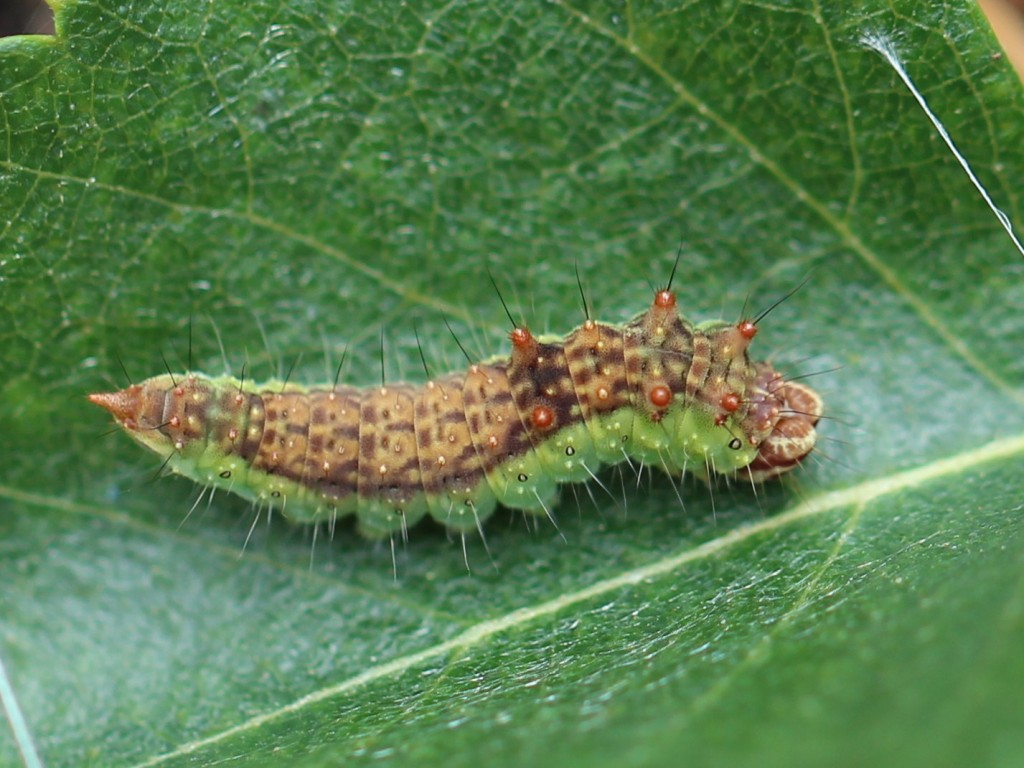